# 3816-os busz
A 3816-os jelzésű autóbuszvonal Encs és környékének egyik helyközi járata, amit a Volánbusz Zrt. lát el az encsi autóbusz-állomás és Hernádbűd között, Ináncs megállóhelynél vasúti kapcsolatot adva.

## Közlekedése
A járat az Encsi járás székhelyének, Encsnek az autóbusz-állomását köti össze a Hernád-völgy több kistelepülésével. Az ináncsi elágazásig a 3-as úton közlekedik, Ináncsnál metszi a Miskolc–Hidasnémeti-vasútvonalat, a legtöbb járat csak idáig közlekedik Hernádbűdről, illetve innen indul, vasúti csatlakozást nyújtva. Hernádszentandrás és Pere között halad át a Hernád felett, majd északnak fordul, végállomása Hernádbűd településen van. A Hernádbűd és Gibárt közti országúton menetrend szerinti járat nem közlekedik. Napi fordulószáma átlagosnak mondható.

## Megállóhelyei
| 0  | Encs, autóbusz-állomás végállomás | 14 | 3720, 3722, 3723, 3728, 3801, 3802, 3803, 3804, 3806, 3808, 3809, 3810, 3811, 3812, 3815, 3819, 3821 Forró-Encs |
| ∫  | Encs, iskola                      | 13 | 3720, 3722, 3723, 3728, 3802, 3803, 3804, 3806, 3808, 3809, 3810, 3811, 3812, 3815, 3819                        |
| 1  | Encs, gimnázium                   | 12 | 3720, 3722, 3723, 3728, 3802, 3804, 3811, 3812, 3815, 3819, 3821                                                |
| 2  | Encsi elágazás                    | 11 | 3720, 3722, 3723, 3728, 3802, 3811, 3812, 3815                                                                  |
| 3  | Forró, fancsali elágazás          | 10 | 3720, 3722, 3723, 3728, 3811, 3812, 3815                                                                        |
| 4  | Forró, iskola                     | 9  | 3720, 3723, 3728, 3815                                                                                          |
| 5  | Forró, cukrászda                  | 8  | 3720, 3723, 3728                                                                                                |
| 6  | Ináncsi elágazás                  | 7  | 3720, 3723, 3728                                                                                                |
| 7  | Ináncs, vasúti megállóhely        | 6  | 3720 Ináncs |
| 8  | Ináncs, iskola                    | 5  | |
| 9  | Fügödi elágazás                   | 4  | |
| 10 | Hernádszentandrás, Fő u.          | 3  | |
| 11 | Hernádszentandrás, községháza     | 2  | |
| 12 | Pere, községháza                  | 1  | |
| 13 | Hernádbűd, községháza végállomás  | 0  | |